# Koellensteinia
Koellensteinia là một chi thực vật có hoa trong họ Orchidaceae. Nó được đặt tên theo nhà thực vật học Áo Kellner v. Koellenstein.

## Hình ảnh

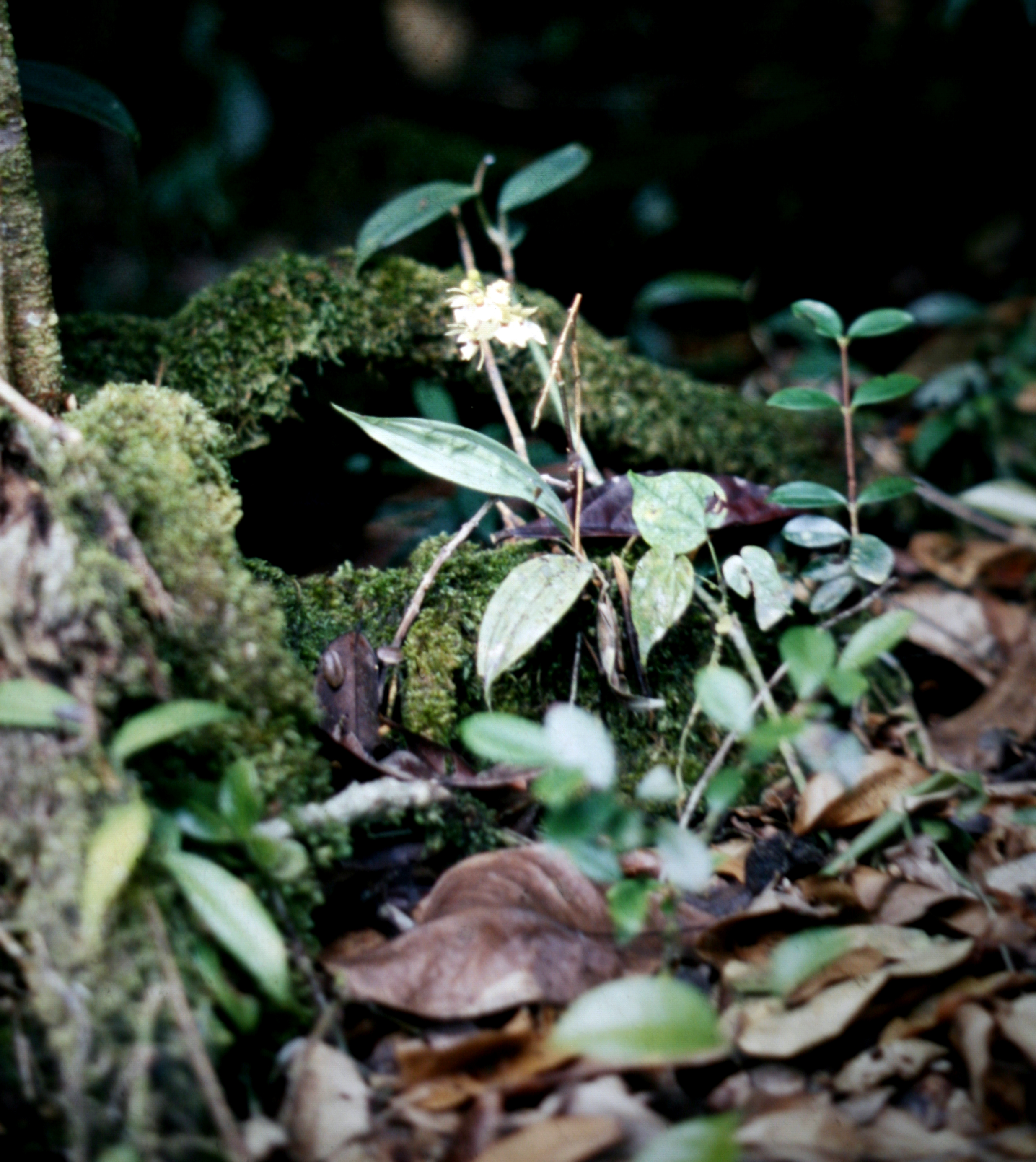